# ARKive
ARKive je bila globalna inicijativa sa misijom „promovisanja očuvanja ugroženih vrsta u svetu, kroz moć slika divljih životinja“, što je učinila lociranjem i prikupljanjem filmova, fotografija i audio zapisa svetskih vrsta u centralizovanu digitalnu arhivu. Njen prioritet je bio kompletiranje audio-vizuelnih profila za oko 17.000 vrsta na IUCN crvenoj listi ugroženih vrsta.
Projekat je bio inicijativa organizacija Wildscreen, obrazovne dobrotvorne organizacije registrovane u Velikoj Britaniji, sa sedištem u Bristolu. Tehničku platformu je kreirala kompanija Hewlett-Packard, kao deo istraživačkog programa u okviru svog odseka za digitalne medijske sisteme.

## Spoljašnje veze
- Official ARKive site
- Technical specifications from Hewlett-Packard